# Basseterre
Pour les articles homonymes, voir Basse-Terre (homonymie).
La ville de Basseterre, avec une population estimée à 14 000 habitants en 2018, est la capitale de l'État de Saint-Christophe-et-Niévès dans les Petites Antilles et se trouve sur l'île Saint-Christophe. Elle est l'un des principaux dépôts commerciaux des petites Antilles. Le raffinage du sucre de canne, activité industrielle principale, a cessé en 2005.

## Géographie

### Localisation
La ville est située au bord d'une baie de 3,2 km de long, appelée « baie de Basseterre », sur la côte Sud de l'île de Saint Kitts. Elle se trouve au sein de la grande Basseterre Valley, entourée de collines et montagnes luxuriantes.
Basseterre est entourée par les Montagnes Olivees au nord, et de la morne Conaree à l'est. La ville est alimentée par deux rivières — la College River et la Westbourne River — qui sont appelées localement « ghauts » et sont asséchées la plupart de l'année. Elles constituent même des rues dans la basse-ville, mais ceci a pu avoir de graves conséquences, notamment lorsqu'en 1880, la College River inonda Basseterre.
Le port Zante, situé au milieu de la baie, s'étend sur 61 000 m2 gagnés sur la mer.

### Climat
| Mois                              | jan. | fév. | mars | avril | mai  | juin | jui. | août | sep. | oct. | nov. | déc. | année |
| --------------------------------- | ---- | ---- | ---- | ----- | ---- | ---- | ---- | ---- | ---- | ---- | ---- | ---- | ----- |
| Température minimale moyenne (°C) | 22,2 | 21,1 | 22,2 | 22,2  | 22,8 | 23,9 | 23,9 | 23,9 | 23,9 | 23,9 | 22,8 | 22,2 | 22,9  |
| Température moyenne (°C)          | 25   | 25   | 26   | 26    | 27   | 28   | 28   | 28   | 28   | 28   | 27   | 26   | 26    |
| Température maximale moyenne (°C) | 27,2 | 26,1 | 28,9 | 30    | 30   | 31,1 | 31,1 | 31,1 | 31,1 | 31,1 | 27,8 | 27,2 | 29,4  |
| Précipitations (mm)               | 92   | 49   | 56   | 60    | 88   | 86   | 113  | 132  | 141  | 124  | 132  | 90   | 1 165 |

| Diagramme climatique                                  |            |            |          |          |            |             |             |             |             |             |            |
| J                                                     | F          | M          | A        | M        | J          | J           | A           | S           | O           | N           | D          |
| 27,222,292                                            | 26,121,149 | 28,922,256 | 3022,260 | 3022,888 | 31,123,986 | 31,123,9113 | 31,123,9132 | 31,123,9141 | 31,123,9124 | 27,822,8132 | 27,222,290 |
| Moyennes : • Temp. maxi et mini °C • Précipitation mm |            |            |          |          |            |             |             |             |             |             |            |

### Transports

#### Aéroport
La ville accueille l'aéroport international Robert L. Bradshaw (IATA: SKB, ICAO: TKPK). Il est situé à l'extrême nord-est de la ville, et accueille des vols directs en direction de Londres, New York et Miami, ainsi que des vols saisonniers vers Charlotte (Caroline du Nord), Atlanta et Philadelphie en plus d'autres grandes villes des États-Unis et du Canada durant la saison touristique.

### Transport ferroviaire
L'étroite ligne ferroviaire de Saint-Kitts (d'un écartement de 0,762 m), et longue de 58 km passe par Basseterre, et fait le tour de l'île. Les lignes de train étaient d'abord conçues pour le transport des cannes à sucre jusqu'à la fabrique de sucre centrale, située dans Basseterre. Elles sont désormais utilisées pour le transport des touristes via le « St. Kitts Scenic Railway Train » qui, actuellement, va de Sandy Point à Basseterre en direction de l'est.

## Toponymie
Basseterre est fondée par des Français, en 1625, d'où la terminologie francophone de son nom qui rappelle que la ville a été construite sur un endroit peu élevé. Mais ce nom vient aussi du fait que la ville est située sur le bord sous le vent de l'île, ce qui en fait ainsi un mouillage sûr.

## Histoire

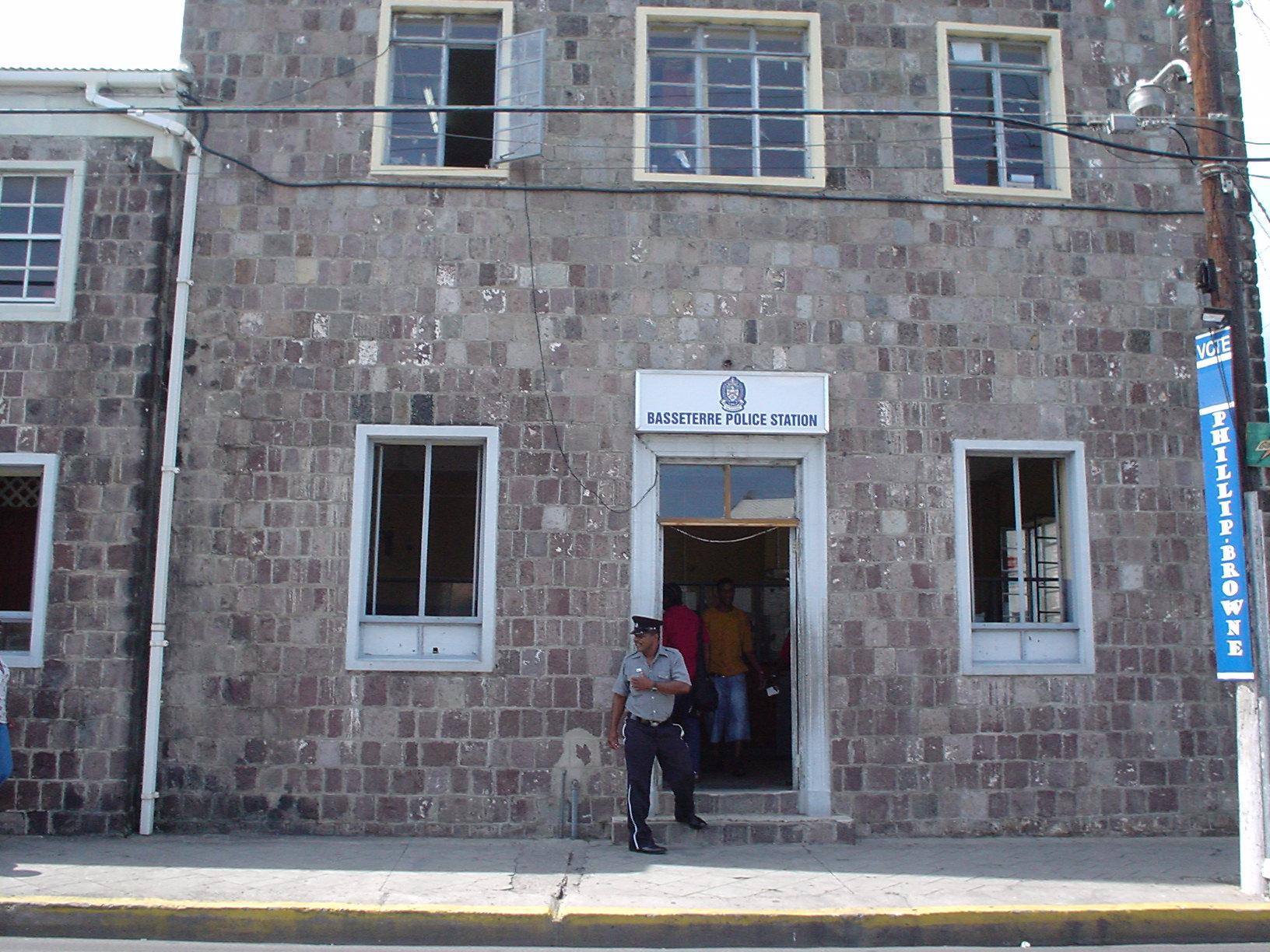
Poste de police à Basseterre

Basseterre a été fondée en 1627 par les Français. Poincy, durant son mandat de gouverneur français de Saint-Christophe (1639-1660), y développa une importante activité commerciale. Il refusa de se subordonner au roi de France, sûrement du fait de sa position de chevalier de l'ordre de Saint-Jean de Jérusalem.
L'île Saint-Christophe, et par conséquent la ville de Basseterre, est périodiquement frappée par des ouragans et des tremblements de terre. L'année 1876 est restée dans les mémoires comme l'une des plus catastrophiques de son histoire : non seulement la ville eut à subir ces fléaux naturels mais un grave incendie la réduisit en cendres. C'est pour cela qu'il ne reste plus beaucoup d'édifices de l'époque française aujourd'hui.

## Politique et administration

### Liste des maires
| Période                                  | Période  | Identité | Étiquette | Qualité |
| ---------------------------------------- | -------- | -------- | --------- | ------- |
|                                          |          |          |           |         |
|                                          | En cours |          |           |         |
| Les données manquantes sont à compléter. |          |          |           |         |

### Jumelages
| Basseterre Praia Silivri |

Basseterre est jumelée avec :
- Praia (Cap-Vert)
- Silivri (Turquie)

## Population et société

### Démographie
| 1951 | 1964 | 1973 | 1985 | 1993 | 2001   |
| ---- | ---- | ---- | ---- | ---- | ------ |
| -    | -    | -    | -    | -    | 13 200 |

## Culture locale et patrimoine

### Lieux et monuments

#### Patrimoine civil
- Le centre historique de Basseterre est reconnu patrimoine mondial par l'UNESCO[4]
- Le Mémorial de la Guerre honore les soldats christophiens morts au combat lors des guerres mondiales.
- Le Mémorial Berkeley
- La Place de l'Indépendance
- L'Hôtel du Gouvernement
- Le Musée national
- Le Domaine de Bayfords, fondé au début du XVIIIe siècle
- Le Domaine de Buckley, fondé au XVIIIe siècle
- Le Domaine de Douglas, fondé au XVIIe siècle
- Le Domaine de Fountain, fondé au XVIIe siècle

#### Patrimoine religieux
- La co-cathédrale de l'Immaculée-Conception
- L'église Saint-Georges
- L'église morave de Sion, fondée en 1777
- La chapelle Westley, fondée par missionnaires méthodistes au XVIIIe siècle
- La chapelle Saint-Barnabé

### Personnalités nées à Basseterre
- Desai Williams (1959-), ancien athlète, médaillé de bronze olympique en 1984 du relais 4 × 100m pour le Canada
- Joan Armatrading (1950- ), chanteuse, compositrice et guitariste britannique
- Kayamba Gumbs (1972- ) footballeur
- Kim Collins (1976- ), athlète (sprinter)

### Personnalités décédées à Basseterre
- Cuthbert Sebastian (1921-2017), gynécologue et personnalité politique christophien